# Cromatina
Em citologia, cromatina é o complexo de DNA (RNA) e proteínas que se encontram dentro do núcleo celular nas células eucarióticas. Os ácidos nucléicos encontram-se geralmente na forma de dupla-hélice. As principais proteínas da cromatina são as histonas. As histonas H2A, H2B, H3 e H4 unem-se, formando um octâmero denominado nucleossoma, enquanto que a histona H1 une os nucleossomas adjacentes, "empacotando-os", visto que a molecula de DNA "dá" uma volta e meia em torno do octâmero de histonas. É essencial existir a histona H1 para estabilizar este enrolamento.
Numa célula eucariótica, quase todo o DNA está compactado na cromatina. O DNA é "empacotado" na cromatina para diminuir o tamanho da molécula de DNA, e para permitir maior controle de tais genes  por parte da célula. Grande parte da cromatina é localizada na periferia do núcleo, possivelmente pelo fato de uma das principais proteínas associadas com a heterocromatina ligar-se a uma proteína da membrana nuclear interna.
Conhecem-se dois tipos de cromatina:
- Eucromatina, que consiste em DNA ativo, ou seja, que pode-se expressar como proteínas e enzimas.
- Heterocromatina, que consiste em DNA inativo e que parece ter funções estruturais durante o ciclo celular. Podem ainda distinguir-se dois tipos de heterocromatina:
  - Heterocromatina constitutiva, que nunca se expressa como proteínas e que se encontra localizada à volta do centrómero (contem geralmente sequências repetitivas);
  - Heterocromatina facultativa, que, por vezes, é transcrita em outros tipos celulares, consequentemente a sua quantidade varia dependendo da atividade transcricional da célula. Apresenta condensada na interfase.

Regulação da Cromatina:

Ocorre em regiões muito compactadas. Essas regiões não ficam acessíveis para a maquinaria de transcrição, ocasionando o silenciamento genético. As regiões acessíveis são aquelas onde o DNA não está compactado. Se dá também  através da modificação covalente das histonas, remodelação, eliminação ou substituição de nucleossomo.